# Sky Plus
Sky Plus är en estniskspråkig kommersiell radiokanal i Estland, grundad 1997. Kanalen ägs av det estländska medieföretaget Sky Media Group, tillsammans med bland andra den ryskspråkiga systerkanalen Sky Radio.

## FM-frekvenser
- Kärdla 96,9 MHz
- Kuressaare 96,3 MHz
- Orissaare 99,6 MHz
- Tallinn 95,4 MHz
- Tartu 95,2 MHz
- Pärnu 96,8 MHz
- Rakvere 101,3 MHz
- Viljandi 99,7 MHz
- Põltsamaa 96,5 MHz
- Paide 92,6 MHz
- Haapsalu 97,6 MHz
- Rapla 87,7 MHz
- Otepää 99,1 MHz
- Võru 93,8 MHz
- Narva 93,6 MHz
- Kullamaa 106,8 MHz
- Ida-Virumaa 103,3 MHz